# Paraleucaspis madagascariensis
Paraleucaspis madagascariensis är en insektsart som beskrevs av Mamet 1954. Paraleucaspis madagascariensis ingår i släktet Paraleucaspis och familjen pansarsköldlöss.
Artens utbredningsområde är Madagaskar. Inga underarter finns listade i Catalogue of Life.